# ان‌پی‌او ایلسیب
شرکت سهامی ان‌پی‌او ایلسیب (روسی: НПО "ЭЛСИБ" ОАО) (مؤسسه پژوهشی و تولیدی ELSIB) یک شرکت ماشین‌سازی است که در زمینه پژوهش، تولید و طراحی ژنراتورهای الکتریکی و ماشین‌آلات بزرگ برای متالورژی فعالیت می‌کند. این در نووسیبیرسک، روسیه واقع شده است. 